# Jeffrey DeMunn
Jeffrey DeMunn (Buffalo, 25 april 1947) is een Amerikaanse acteur. Hij is onder meer te zien in The Shawshank Redemption, The Green Mile en The Mist. In 2010 speelde hij mee in seizoen 1 en 2 van de televisieserie The Walking Dead.

## Filmografie
- Biblioteca Nacional de España: XX1261715
- Bibliothèque nationale de France: cb14013126m (data)
- Gemeinsame Normdatei: 1200424980
- International Standard Name Identifier: 0000 0001 1506 9957
- Library of Congress Control Number: no2003112022
- MusicBrainz: 97371a66-4d7d-4242-9cd9-c89e662a7164
- Nationale Bibliotheek van Tsjechië: xx0151716
- Nationale Bibliotheek van Israël: 987007347984605171
- Nederlandse Thesaurus van Auteursnamen: 073348430
- Virtual International Authority File: 16922974
- WorldCat: E39PBJtGVdX8kqQ9jTwY9Fv4MP